# Sphaerodactylus scapularis
Espèce
Statut de conservation UICN

 EN  : En danger
Sphaerodactylus scapularis est une espèce de geckos de la famille des Sphaerodactylidae.

## Répartition
Cette espèce se rencontre:
- dans le nord-ouest de l'Équateur ;
- sur l'île Gorgona en Colombie.

## Publication originale
- Boulenger, 1902 : Descriptions of new Batrachians and Reptiles from North-western Ecuador. Annals and Magazine of Natural History, ser. 7, vol. 9, p. 51-57 (texte intégral).